# هارون لي
هارون لي (بالإنجليزية: Aaron Lee)‏ هو شاعر سنغافوري، ولد في 7 يونيو 1972 في جوهر بهرو في ماليزيا.